# El Pepo
Rubén Darío Castiñeiras (Buenos Aires, 21 de octubre de 1972), más conocido por su nombre artístico El Pepo, es un cantante argentino de cumbia, reconocido por su participación en la agrupación Los Gedes y por su carrera como solista.

## Biografía

### Inicios y participación en Los Gedes
Castiñeiras nació en Buenos Aires en 1974 y pasó su infancia en la ciudad de Tigre.
Su carrera musical inició a comienzos de la década de 2000 al convertirse en miembro de la agrupación Los Gedientos del Rock o Los Gedes, la cual presentaba una fusión de ritmos como la cumbia, el ska y la murga. Producida por Pablo Lescano, en el año 2002 la agrupación publicó su primer álbum, titulado Con síndrome de abstinencia. El disco obtuvo repercusión local y logró posicionarse en las radios argentinas, llevando a la agrupación a grabar un nuevo trabajo discográfico dos años después con el nombre de Alta gira, producido por Matías Lescano y el propio Castiñeiras, con Pablo Lescano aportando créditos de composición.
En 2007 salió al mercado el tercer disco de la agrupación: Los gedes no duermen, descansan, grabado en México y Argentina. Este álbum se convirtió en la última producción discográfica de Castiñeiras con Los Gedes, pues algunos problemas con la justicia y con su adicción a las drogas lo alejaron de los escenarios durante varios años.

### Carrera como solista
Durante su estancia en el penal de Ezeiza formó la agrupación Bien de abajo, compuesta por compañeros de su pabellón. Aprovechó su libertad condicional para formar una nueva agrupación llamada El Pepo y la Super Banda Gedienta. Acto seguido fue invitado por Néstor Bordiola, más conocido como Néstor en Bloque, para realizar una presentación en el Luna Park de Buenos Aires. En 2015 recuperó su libertad y ese mismo año publicó su primer álbum de estudio como solista titulado Libre con la distribuidora argentina MOJO. En 2016 apareció en el reconocido programa de Susana Giménez y publicó su segundo trabajo de estudio: Cumbia peposa, seguido de un álbum en vivo grabado en el popular programa Pasión de sábado en 2017. Ese mismo año publicó un nuevo álbum, titulado Pasión de multitudes. En 2019 salió al mercado una nueva producción discográfica, titulada Aguantando los trapos.
El 29 de marzo de 2018 fue estrenada una película sobre su vida, titulada El Pepo, la última oportunidad. El largometraje fue dirigido por Juan Irigoyen y Cristian Jure y fue exhibido además en el Festival de Cine de Mar del Plata. En su faceta como solista, El Pepo ha realizado una multitud de presentaciones y giras tanto en su país natal como en México, Colombia, Perú, Uruguay y otros países del continente americano, además de registrar colaboraciones con artistas como Damas Gratis, Néstor en Bloque, Rocío Quiroz, Los Auténticos Decadentes, Chili Fernández, Santaferia, Ulises Bueno y Karina, entre muchos otros.
En la madrugada del 20 de julio de 2019, el artista sufrió un accidente automovilístico mientras circulaba por la ruta 63 a la altura de la localidad de Dolores. Dos de sus tres acompañantes fallecieron en el accidente y el artista tuvo que ser internado en el hospital de San Roque con varios traumatismos. La justicia lo imputó y el artista regresó a prisión preventiva. En 2020 los jueces le otorgaron prisión domiciliaria. Durante su estancia en prisión comenzó a producir música nuevamente, publicando mediante la distribuidora MOJO las canciones "Se siente" y "Verte en visita es lo que me toca", cumbias que relatan su situación. Al finalizar el año, lanzó un nuevo disco doble al que tituló "Pase y Vea, Acá Suena La Cumbia".

### Actualidad
El Pepo continúa llevando adelante su proyecto como solista, además de ser el vocalista de La Peposa Rock and Roll, banda de rock que fundó junto a su esposa Josefina Cuneo, conocida como La Pepa.
El 23 de noviembre de 2024 cantó en la final de la Copa Sudamericana que disputó Racing Club.

## Discografía

### Con Los Gedes
- 2002 - Con síndrome de abstinencia
- 2004 - Alta gira
- 2007 - Los gedes no duermen, descansan

### Como solista
| Año  | Título                          | Discográfica |
| ---- | ------------------------------- | ------------ |
| 2015 | Libre                           | MOJO         |
|      | En vivo en pasión               | MOJO         |
| 2016 | Cumbia peposa                   | MOJO         |
| 2017 | En vivo en pasión 2017          | MOJO         |
| 2017 | Pasión de multitudes            | MOJO         |
| 2019 | Aguantando los trapos           | MOJO         |
| 2020 | Pase y vea, acá suena la cumbia | MOJO         |

### Sencillos y EP
| Año  | Título                              | Discográfica | Notas                                     |
| ---- | ----------------------------------- | ------------ | ----------------------------------------- |
| 2015 | «Quizás»                            | MOJO         | Con Rocío Quiroz                          |
| 2015 | «La revancha de los pibes»          | MOJO         |                                           |
| 2015 | «A dúo con amigos»                  | MOJO         | Con Néstor en Bloque, El Judas y El Tumby |
| 2016 | «Mueva el sonajero»                 | MOJO         |                                           |
| 2016 | «El perro de Marta»                 | MOJO         |                                           |
| 2016 | «A la mexicana»                     | MOJO         |                                           |
| 2016 | «Nada es imposible»                 | MOJO         | Con El Tirri                              |
| 2017 | «Mary la Soguera»                   | MOJO         | Con El Viejo Márquez                      |
| 2017 | «Acústico en vivo en Pasión»        | MOJO         |                                           |
| 2017 | «No caigo más»                      | MOJO         | Con Beto Casella                          |
| 2017 | «El sueño del pibe»                 | MOJO         |                                           |
| 2017 | «No soy careta»                     | MOJO         | Con Misti Ka y Anitta Vatt                |
| 2017 | «Gritemos bien fuerte»              | MOJO         |                                           |
| 2017 | «Maldita cazafortuna»               | MOJO         | Con Ulises Bueno                          |
| 2018 | «Yo te voy a hacer feliz»           | MOJO         |                                           |
| 2018 | «Hoy acá en el baile»               | MOJO         |                                           |
| 2018 | «Amor de papel»                     | MOJO         | Con Albertito                             |
| 2018 | «Hacela de noche»                   | MOJO         |                                           |
| 2018 | «Nunca es suficiente»               | MOJO         | Con Karina                                |
| 2018 | «Tra Tra»                           | MOJO         | Con XXL Irione                            |
| 2019 | «El calle»                          | MOJO         | Con Santaferia                            |
| 2019 | «El fernepetazo»                    | MOJO         |                                           |
| 2020 | «Se siente»                         | MOJO         |                                           |
| 2020 | «Baldosa floja»                     | MOJO         |                                           |
| 2020 | «Verte en visita es lo que me toca» | MOJO         |                                           |
| 2020 | «Amor maduro»                       | MOJO         | Con Sepamoya                              |
| 2020 | «Cheto mal»                         | MOJO         |                                           |